# ヤコブ・ベルヌーイ
ヤコブ・ベルヌーイ（Jakob Bernoulli、ユリウス暦1654年12月27日 - グレゴリオ暦1705年8月16日）は、スイスの数学者・科学者。
ヤーコプ、ジャック、あるいはジェームス・ベルヌーイの名義としても知られる。
ベルヌーイ家の中でも最も卓越した数学者の一人であり、微分積分学の発展に寄与した。弟はヨハン・ベルヌーイ。スイスのバーゼルの生まれ。

## 生涯
ヤコブ・ベルヌーイは、1676年に英国に旅した折にロバート・ボイルとロバート・フックに会い、その後、科学と数学の研究に一生を捧げることになった。
1682年からはバーゼル大学で教鞭を執り、1687年には同大学の数学の教授に就任する。
彼は、ゴットフリート・ライプニッツと交流をもちライプニッツから微積分を学び、弟のヨハンとも共同研究を行う。彼の初期の業績である超越曲線 (1696) とisoperimetry (1700, 1701) はこの共同作業がもたらした成果である。対数螺旋の伸開線および縮閉線は自分自身に一致することを示した。
Ars Conjectandi, Opus Posthumum (推測法、1713)は、彼の確率論の偉大な貢献である。ベルヌーイ試行とベルヌーイ数はこの著作から、彼の功績を記念して名づけられた。